# A Night in Rome, Vol. 2
A Night in Rome, Vol. 2 è un album live di Art Farmer e Gerry Mulligan, pubblicato dalla Fini Jazz Records nel 1990. I brani furono registrati dal vivo il 19 giugno 1959 al Teatro Adriano di Roma (Italia).

## Tracce
Lato A
1. News from Blueport – 7:40 (Bill Crow)
2. Moonlight in Vermont – 8:05 (John Blackburn, Karl Suessdorf)

Lato B
1. Springin' Sprung – 10:01 (Gerry Mulligan)
2. Blueport – 10:51 (Art Farmer)

## Musicisti
- Art Farmer - tromba
- Gerry Mulligan - sassofono baritono
- Gerry Mulligan - pianoforte
- Bill Crow - contrabbasso
- Dave Bailey - batteria